# Type 89 (lanciagranate)
Il Type 89 è stato un lanciagranate (hachi kyū-shiki jū-tekidantō in lingua giapponese, spesso solo tekidantō) da 50 mm progettato dall'Impero giapponese a cavallo tra gli anni venti e gli anni trenta.
Fu elaborato come sostituto del pari classe Type 10 per garantire un appoggio ravvicinato alla fanteria. Simile a un mortaio, aveva in realtà un raggio utile e un peso molto più contenuti, rendendolo un'arma di facile trasporto e rapido utilizzo. Dal 1941 il Type 89 rimpiazzò del tutto l'obsoleto predecessore e continuò a essere utilizzato in prima linea con eccellenti risultati fino alla conclusione della seconda guerra mondiale.

## Storia

### Sviluppo
Nei primi anni venti l'Esercito imperiale giapponese aveva immesso in servizio il Type 10, un lanciagranate portatile da 50 mm: era composto da una canna ad anima liscia, un cilindro contenente il sistema di fuoco che sfruttava la fuoriuscita di gas e una piastra concava fissata trasversalmente all'estremità inferiore come base d'appoggio; pesava solamente 2,38 chili ed era lungo 50 centimetri in totale. Quest'arma era stata infatti progettata per fornire un rapido supporto ravvicinato alla fanteria e aveva una gittata superiore a quella delle granate scagliate a mano, sebbene non arrivasse oltre i 160 metri anche con l'alzo ottimale di 45°; la precisione, inoltre, si rivelò mediocre.
Nella seconda metà del decennio fu dunque messo allo studio un più efficiente modello di lanciagranate, mantenendo il calibro e i principi di funzionamento del Type 10. Nel 1929 il prototipo era pronto e dopo alcuni collaudi venne immatricolato quello stesso anno come "Type 89", dalle ultime due cifre del corrente anno nel calendario nipponico che si rifaceva alla mitica fondazione dell'Impero avvenuta nel 660 a.C.: quindi il 1929 era il 2589 per i giapponesi.

### Produzione
Il nuovo Type 89 venne fabbricato in circa 120 000 esemplari per lo più da parte della Chuo Kogyo, un'azienda produttrice di armi leggere nata dalla fusione fra la ditta di Kijirō Nambu (noto progettista giapponese) e due altri stabilimenti privati.

### Impiego operativo

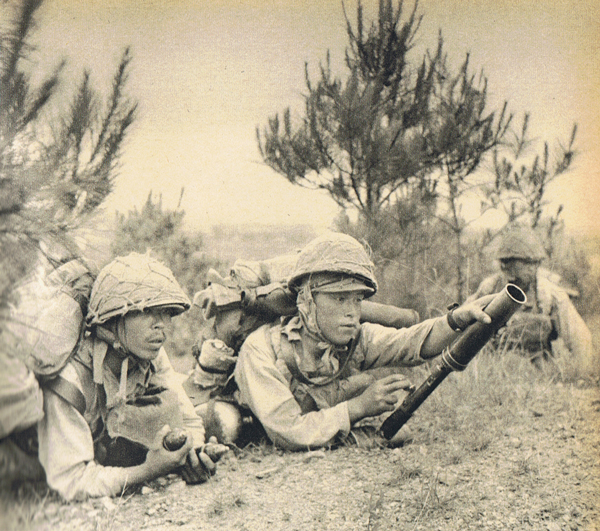
Soldati giapponesi durante un'offensiva in Cina nel 1942. Da notare come è puntato il lanciagranate e il peculiare grilletto

Il Type 89 veniva distribuito a livello di plotone in ragione di tre o quattro pezzi per unità; quindi ogni reggimento, che nelle forze armate giapponesi era composto da 3 843 uomini, disponeva di circa 106 lanciagranate. Per comprendere l'importanza data a questo tipo di artiglieria leggera, basta sottolineare che ogni reggimento nell'Esercito nipponico allineava inoltre 112 mitragliatrici leggere e trentasei mitragliatrici pesanti. Nel corso del 1941 il Type 89 si sostituì completamente al Type 10 nel supporto attivo alle truppe, mentre il secondo venne relegato all'uso di bombe fumogene o illuminanti come sostegno indiretto.
Poiché era pesante il doppio del suo predecessore, il Type 89 veniva disassemblato in tre parti per il trasporto, ciascuna tenuta in un astuccio di cuoio. Le tre sezioni erano portate a spalla dai tre soldati addetti all'utilizzo del lanciagranate ma in caso di necessità il Type 89 era impiegabile anche da un solo uomo. In combattimento l'arma dette prova di grande versatilità grazie al poco peso e alla micidialità del munizionamento, la cui percentuale di uccisioni era tre volte superiore a quella delle granate lanciate a mano; in particolare il Type 89 venne usato con profitto negli ambienti tropicali tipici del fronte del Pacifico, dove la visibilità era scarsa, gli ostacoli naturali numerosi e la mimetizzazione facile. I Marines accusarono un certo impatto psicologico ai primi incontri con questo lanciagranate durante la campagna di Guadalcanal e in seguito ne riconobbero sempre la letale efficacia.
Furono i militari statunitensi a ribattezzare il Type 89 come "mortaio da ginocchio" (in lingua inglese knee mortar), una traduzione poco accorta della denominazione ufficiale giapponese che si diffuse rapidamente tra le truppe, forse favorita anche dalla piastra curvata che si adattava all'anatomia della gamba. Questo errore portò diversi soldati a usare gli esemplari catturati poggiandoli sull'anca o vicino al ginocchio, procurandosi fratture gravi poiché il Type 89 non disponeva di ammortizzatori.

## Tecnica

### Descrizione generale
Il lanciagranate Type 89 era lungo complessivamente 610 mm, pesava 4,70 chili ed era fabbricato in acciaio.

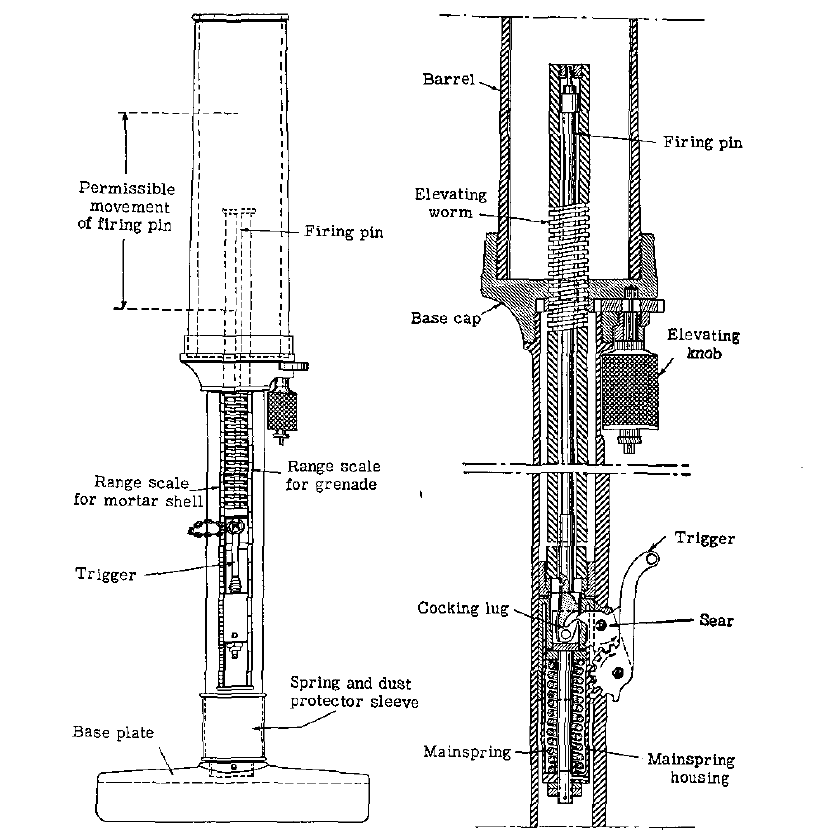
Spaccato del lanciagranate Type 89

La canna in calibro 50 mm era lunga 254 mm e presentava un'anima rigata; il sistema di mira era costituito da un poco profondo incavo verticale dipinto in rosso sulla faccia superiore della canna e non era possibile implementare tacche di mira o mirini. Sul fondo della canna si trovava il percussore cui era vincolata una lunga vite, avvolta da un'incamiciatura o asta scanalata che sporgeva dalla culatta per circa 35 centimetri; a destra della base della canna una piccola manopola zigrinata, la cui testa impegnava ruote dentate, serviva a far scorrere in alto o in basso la vite e il percussore. Più il percussore era abbassato, maggiore sarebbe risultato il tiro, poiché i gas derivati dallo sparo erano compressi tra il fondo della canna e la granata inserita; per ottenere invece un tiro corto il percussore era sollevato, dando così più spazio ai gas che generavano meno pressione sulla bomba. Sulla sinistra dell'incamiciatura della vite era stata punzonata la scala graduata che andava da 120 metri a 650 metri usata come riferimento quando era sparata la granata standard Type 89; se invece era utilizzata la granata Type 91 l'addetto passava a una seconda scala sulla destra dell'incamiciatura, compresa tra i 40 metri e i 190 metri. Una fonte riporta, invece, che la graduazione di tiro arrivasse a 670 metri e un'altra afferma che il tiro minimo fosse di appena 60 metri.
Dietro la vite era assicurato il grilletto a doppia azione, una semplice leva al cui apice era inserito un occhiello triangolare cui era spesso legata una linguetta in cuoio o un pezzo di corda per tirarla più agevolmente. Per prevenire l'entrata di sporcizia o polveri nel sistema di controllo della gittata e di fuoco, alla parte bassa dell'asta era stata aggiunta una molla attorno alla quale era avvolta una fodera in tela grezza, così da poterla abbassare durante le operazioni di fuoco e alzare quando il Type 89 non era impiegato. L'asta terminava in un'ampia base d'appoggio trasversale, più grande di quella del Type 10, che serviva come perno per puntare il lanciagranate dopo averlo poggiato al suolo o su qualsiasi altra base; non esistevano strumenti dedicati all'alzo, che era eseguito manualmente dall'addetto. Era comunque prassi puntare l'arma a un angolo di 45° con il terreno per ottenere la gittata ottimale. Se manovrato da un soldato ben addestrato, il rateo di fuoco poteva raggiungere 25 colpi al minuto circa eguagliando un mortaio leggero.

### Munizioni
Il munizionamento standard consisteva nella granata Type 89 pesante 800 grammi, lunga circa 15 centimetri inclusa la spoletta e con una carica esplosiva formata da 150 grammi di TNT (secondo un'altra fonte 140 grammi). La bomba era divisa in tre parti avvitate assieme. In quella posteriore si trovava la carica di lancio (nitrocellulosa difenilamine in polvere) e l'innesco a percussione, attorno al quale erano stati praticati otto fori dai quali uscivano i gas della combustione che lanciavano la bomba fuori dall'arma. La sezione centrale in acciaio dolce conteneva l'esplosivo ed era filettata a entrambe le estremità; infine veniva la spoletta meccanica caricata a molla, istantanea e del tipo a impatto. Al fine di farla aderire all'interno della canna e darle una certa rotazione, la granata ebbe la parte posteriore cava con fori per i gas sul lato interno e con corona di forzamento in rame: all'atto dello sparo il cerchio, in metallo malleabile, era compresso verso l'esterno dai gas della carica di lancio e si allargava, rimaneva in contatto con la canna rigata e garantiva così la rotazione della bomba. L'esplosione di una bomba Type 89 aveva un raggio di circa 1,20 metri, era efficace fino a 10 metri e l'ampiezza della frammentazione arrivava a quasi 55 metri.
Altro tipo di granata impiegabile era la Type 91 normalmente in dotazione alla fanteria, con spoletta ritardata a sette secondi attivata dopo il lancio: introdotta nel 1931, era basata sulla vecchia Type 10 con carica esplosiva portata a 65 grammi ed era caratterizzata dal contenitore cilindrico del propellente che sporgeva dal fondo. In seguito venne fabbricata la Type 94 da esercitazione e fu distribuito anche un ordigno incendiario, efficace sia contro il personale avversario, sia come proietto illuminante.

### Funzionamento
Il lanciagranate era posizionato su un qualsiasi appoggio, puntato e con la manopola zigrinata veniva calibrata la gittata; quindi il tiratore prendeva una bomba rimuovendone la linguetta e la lasciava cadere nella canna, dove rimaneva a contatto con l'alloggiamento del percussore. Quando l'operatore faceva fare il primo scatto alla leva, due tenoni a essa integrali muovevano in avanti l'alloggiamento e ingaggiavano due altri tenoni posti davanti, provocando la compressione della molla del percussore; allo stesso tempo il codolo del cane ingaggiava un'aletta ricavata nell'asta del percussore. Il secondo scatto della leva permetteva di liberare il cane dall'aletta del percussore che, spinto dalla molla in tensione, colpiva l'innesco della bomba.

## Il Type 89 nel collezionismo
La particolarità del Type 89 unita alla difficoltà di trovarne ancora degli esemplari completi ha reso l'arma un articolo ricercato da parte dei collezionisti: oggi un lanciagranate disattivato può costare dai 1 500 ai 2 000 dollari e le bombe Type 89 variano dai 300 ai 1 500 dollari a seconda delle loro condizioni.